# Peče celá země (1. řada)
První řada pořadu Peče celá země měla premiéru na programu ČT1 veřejnoprávní České televize 4. ledna 2020, finále bylo odvysíláno 14. března 2020. Moderátory pořadu byli Václav Kopta a Tereza Bebarová, porotu tvořili Josef Maršálek a Mirka van Gils Slavíková.
Vítězkou první řady a držitelkou titulu Mistr pekař se stala Petra Burianová.

## Epizody
| Datum           | Osobní výzva             | Technická výzva           | Kreativní výzva            | Vítěz technické výzvy | Nejhorší z technické výzvy | Pekař/ka týdne | Vyřazený soutěžící |
| --------------- | ------------------------ | ------------------------- | -------------------------- | --------------------- | -------------------------- | -------------- | ------------------ |
| 4. ledna 2020   | Bábovka                  | Věnečky                   | Dort pro blízkého          | Lucie                 | Honza                      | Daniela        | Honza              |
| 11. ledna 2020  | Štrúdl z listového těsta | Sacherův dort             | Sušenková věž              | Petra                 | Josef                      | Anička         | Bára               |
| 18. ledna 2020  | Mřížkový linecký koláč   | Chodský koláč             | Makový květ                | Petra                 | Jenda                      | Josef          | Hana               |
| 25. ledna 2020  | Ovocný dort se želé      | Laskonky                  | Mísa ovoce                 | Petra                 | Josef                      | Petra          | Marcela            |
| 1. února 2020   | Velikonoční věnec        | Sekaná v těstíčku         | Velikonoční kraslice       | Lucie                 | Pavlína                    | Jenda          | Veronika           |
| 8. února 2020   | Řezy                     | Kremrole                  | Dort se zrcadlovou polevou | Jenda                 | Lucie                      | Anička         | Daniela            |
| 15. února 2020  | Chléb                    | Pekáč buchet              | Pletený koš s preclíky     | Lucie                 | Josef                      | Pavlína        | Josef              |
| 22. února 2020  | Ovocné knedlíky          | Crumble                   | Pavlova                    | Petra                 | Anička                     | Pavlína        | Lucie              |
| 29. února 2020  | Roláda                   | Šachy z likérových špiček | Croquembouche              | Anička                | Jenda                      | Anička         | Jenda              |
| 14. března 2020 | Chlebíčky                | Makronky                  | Patrový party dort         | Anička                | Pavlína                    |                |                    |

## Sledovanost
| P      | Datum premiéry  | Sledovanost | Sledovanost    | Sledovanost    | Sledovanost    | Sledovanost |
| P      | Datum premiéry  | 15+         | Podíl dle věku | Podíl dle věku | Podíl dle věku | Zdroj       |
| P      | Datum premiéry  | 15+         | 15+            | 15–54          | 15–69          | Zdroj       |
| ------ | --------------- | ----------- | -------------- | -------------- | -------------- | ----------- |
| 1.     | 4. ledna 2020   | 1 065 000   |                |                |                | [ 2 ]       |
| 2.     | 11. ledna 2020  | 914 000     |                |                |                | [ 3 ]       |
| 3.     | 18. ledna 2020  | 1 100 000   |                |                |                | [ 4 ]       |
| 4.     | 25. ledna 2020  | 1 206 000   |                |                |                | [ 5 ]       |
| 5.     | 1. února 2020   | 1 212 000   |                |                |                | [ 6 ]       |
| 6.     | 8. února 2020   | 1 315 000   |                |                |                | [ 7 ]       |
| 7.     | 15. února 2020  | 1 326 000   |                |                |                | [ 8 ]       |
| 8.     | 22. února 2020  | 1 376 000   |                |                |                | [ 9 ]       |
| 9.     | 29. února 2020  | 1 488 000   |                |                |                | [ 10 ]      |
| 10.    | 14. března 2020 | 1 688 000   |                |                |                | [ 11 ]      |
| Průměr | Průměr          | 1 269 000   | '              | '              | '              |             |